# Bożena Krzywobłocka

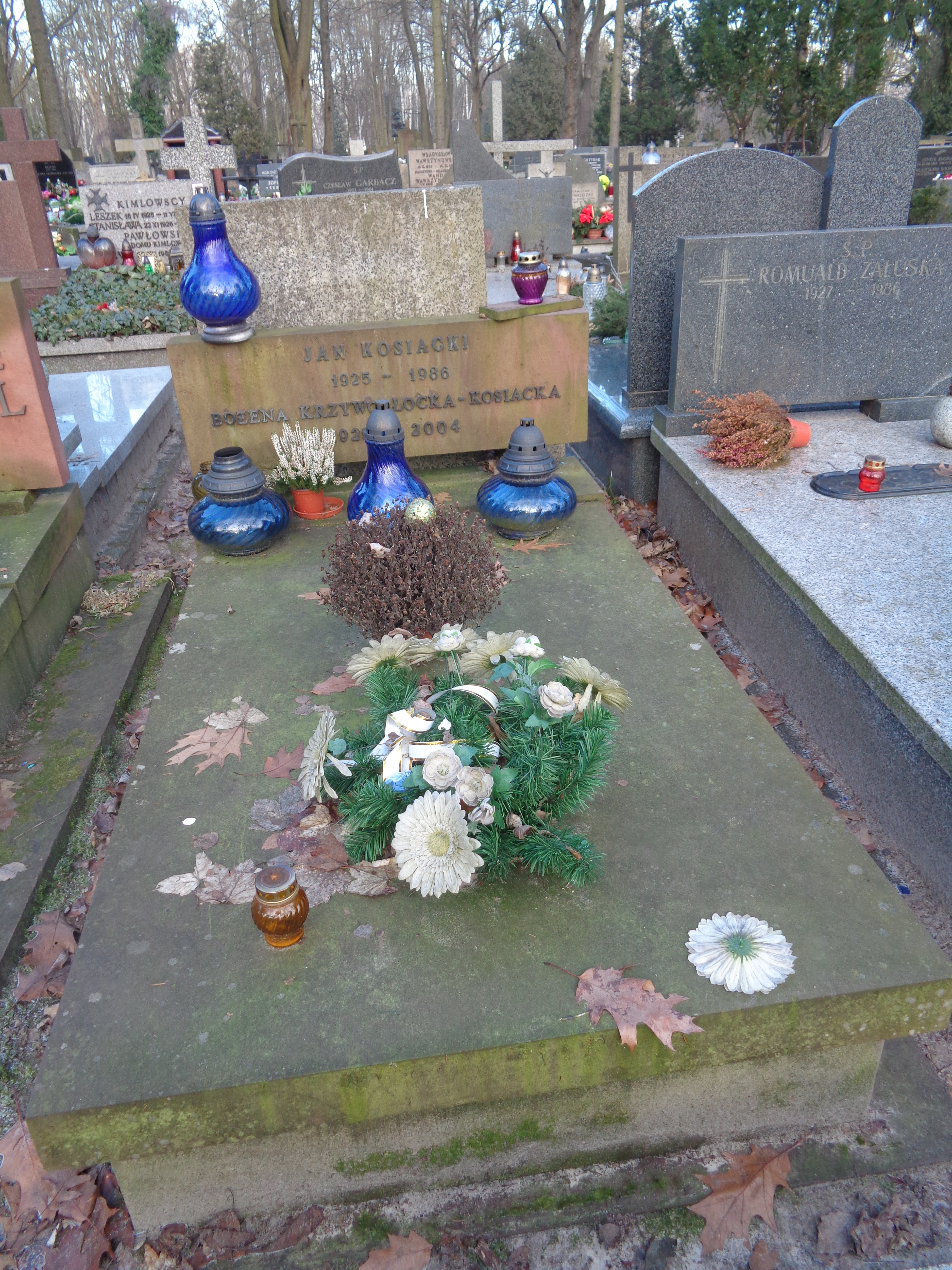
Grób Bożeny Krzywobłockiej-Kosiackiej na wojskowych Powązkach

Bożena Maria Krzywobłocka-Kosiacka (ur. 8 grudnia 1929 w Warszawie, zm. 1 września 2004 tamże) – polska lewicowa historyczka, nauczyciel akademicki, pisarka, polityk, dziennikarka.

## Życiorys
Od 1944 do 1945 była więźniem obozu koncentracyjnego Auschwitz-Birkenau. Ukończyła studia historyczne. W 1962 uzyskała w Instytucie Historii PAN stopień doktora nauk humanistycznych. Wykładała m.in. na Uniwersytecie Warszawskim i w Akademii Nauk Społecznych. Była współzałożycielką, a od 1976 do 1977 redaktorem naczelnym pisma „Mówią Wieki”. Publikowała m.in. w tygodniku „Rzeczywistość”. Kierowała Międzyuczelnianym Studium Nauk Społeczno-Politycznych w Warszawie. Działała w Międzynarodowym Komitecie Oświęcimskim.
Do rozwiązania należała do Polskiej Zjednoczonej Partii Robotniczej. Związana była ze środowiskiem narodowo-komunistycznym, w tym ze Zjednoczeniem Patriotycznym „Grunwald”. Współpracowała m.in. z Bohdanem Porębą, Ryszardem Gontarzem i Ryszardem Filipskim. Należała  do Klubu Partyjnej Inteligencji Twórczej „Warszawa 80”.
Na początku lat 90. była związana z partią Przymierze Samoobrona. W wyborach parlamentarnych w 1993 bez powodzenia kandydowała do Sejmu z listy utworzonego przez to ugrupowanie komitetu Samoobrona – Leppera w województwie piotrkowskim (otrzymała 564 głosy).
W maju 1999 weszła w skład Rady Naukowej Instytutu Naukowego Związku Żołnierzy Ludowego Wojska Polskiego im. generała Edwina Rozłubirskiego.
Spoczywa na Cmentarzu Wojskowym na Powązkach (kw. B23, rząd 10, grób 14).

## Wybrane publikacje
- Historie warszawskie (1961)
- Orędzie a millenium (1966) (reakcja na orędzie biskupów polskich)
- Śladami kobiet polskich w wielkiej rewolucji październikowej (1967) (z okazji 50. rocznicy wielkiej socjalistycznej rewolucji październikowej)
- Delfina i inne (1969)
- Antyklerykalne tradycje ruchu ludowego i robotniczego (1974)
- Chadecja 1918–1937 (1974)
- Socjalistyczne wzorce osobowe (1975)
- O mieszkańcach Zamku Warszawskiego (1975) ISBN 83-01-06546-X (1986)
- Magia klejnotów (1976),
- Gdzie są chłopcy z tamtych lat (1978)
- O pieśniach polskiego proletariatu (1979)
- Opowieść o Feliksie (1979) ISBN 83-203-0166-1
- Stare i nowe obyczaje (1981) ISBN 83-202-0123-3
- Gawęda o Warszawie (1982)
- Towarzyszki tamtych dni : opowieść o kobietach związanych z ruchem robotniczym i pierwszych polskich socjalistkach (1982) ISBN 83-03-00000-4
- Wielkopolskie damy (1986) ISBN 83-03-01497-8